# Спінтрія

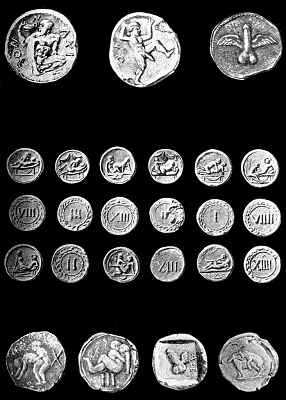
Спінтрії Помпей.

Спінтрія (лат. Spintria) — монетоподібні жетони, які використовувалися в Стародавньому Римі для оплати послуг повій. У нумізматиці на практиці термін іноді застосовується до всіх античних жетонів і монет із еротичним сюжетом.

## Історія
Найвірогіднішою датою випуску спінтрій вважається I і II століття нашої ери.
Після прийняття Римом християнства еротичні жетони пішли в підпілля, звідки виринули тільки у XIX сторіччі, отримавши назву спінтріїв. Зараз вони популярні серед колекціонерів, тож існує ціла індустрія з карбування точних копій античних «монет».

## Форма

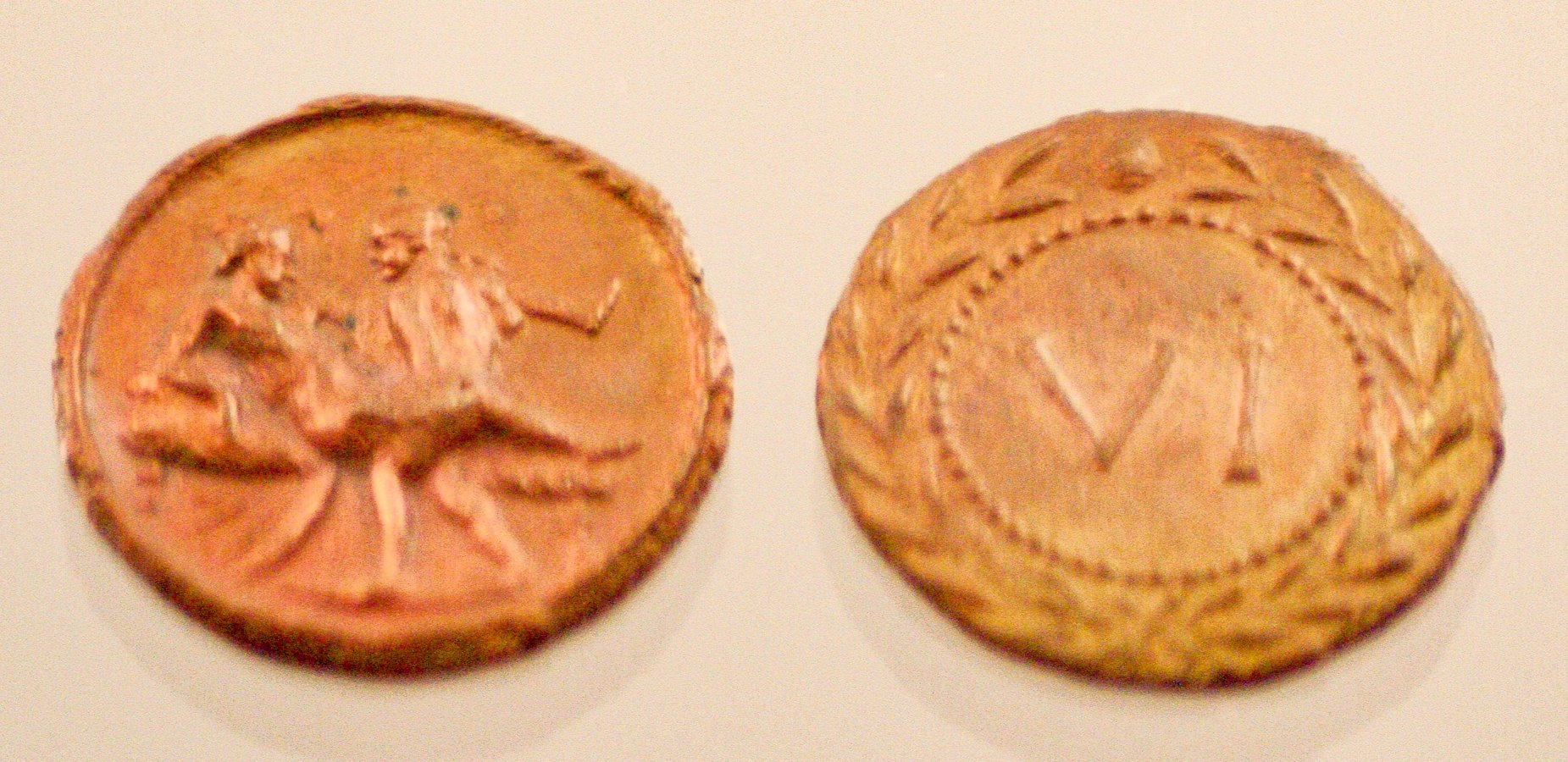

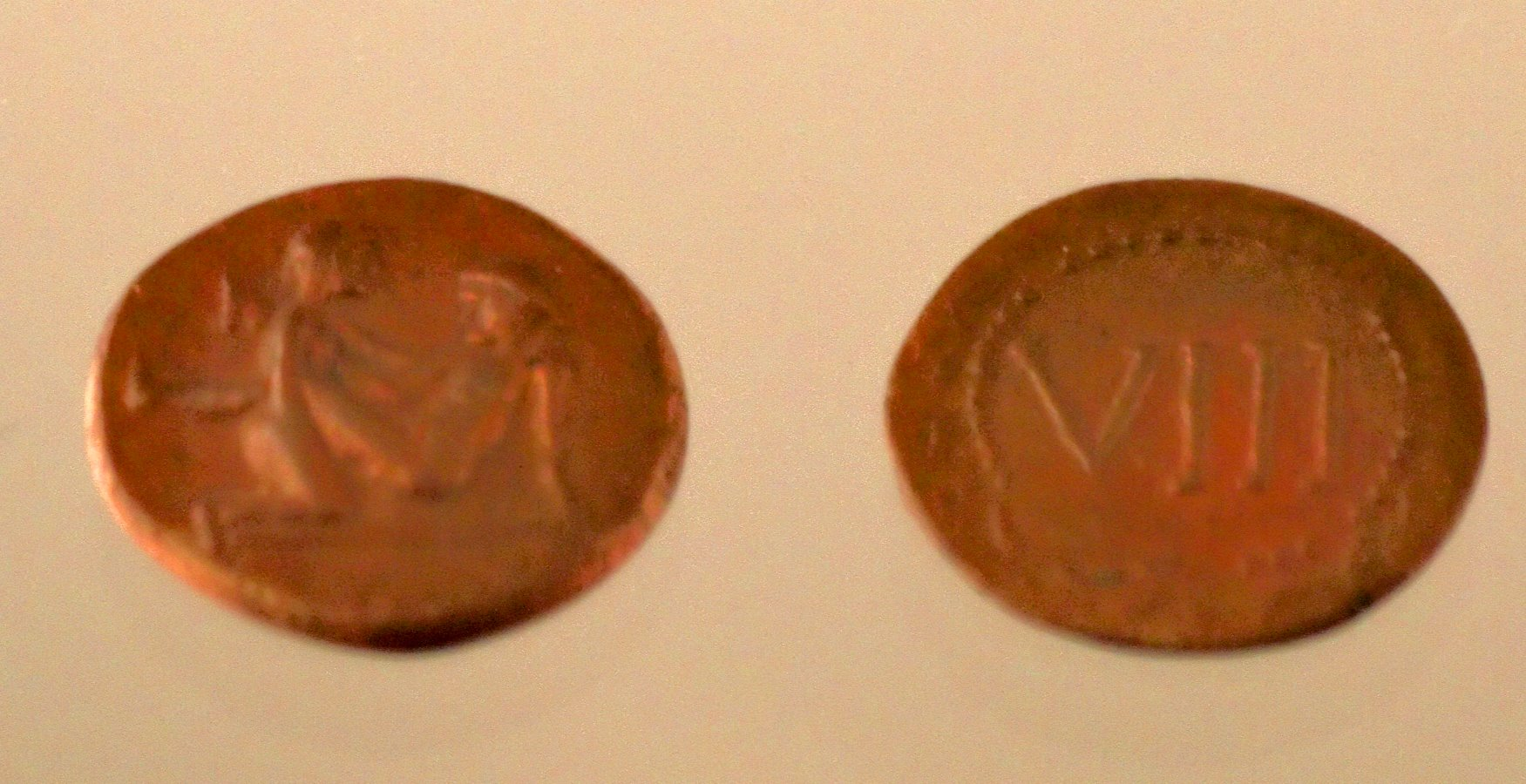

Більшість спінтрій викарбувані з бронзи, із еротичним сюжетом, як правило це люди в різних позах під час статевого акту. Найпоширенішим сюжетом є статевий акт чоловіки і жінки, на зворотному боці знаходяться різні римські цифри значення яких точно не відомо. Ймовірно, що зображена поза відповідає послузі.

## Значення

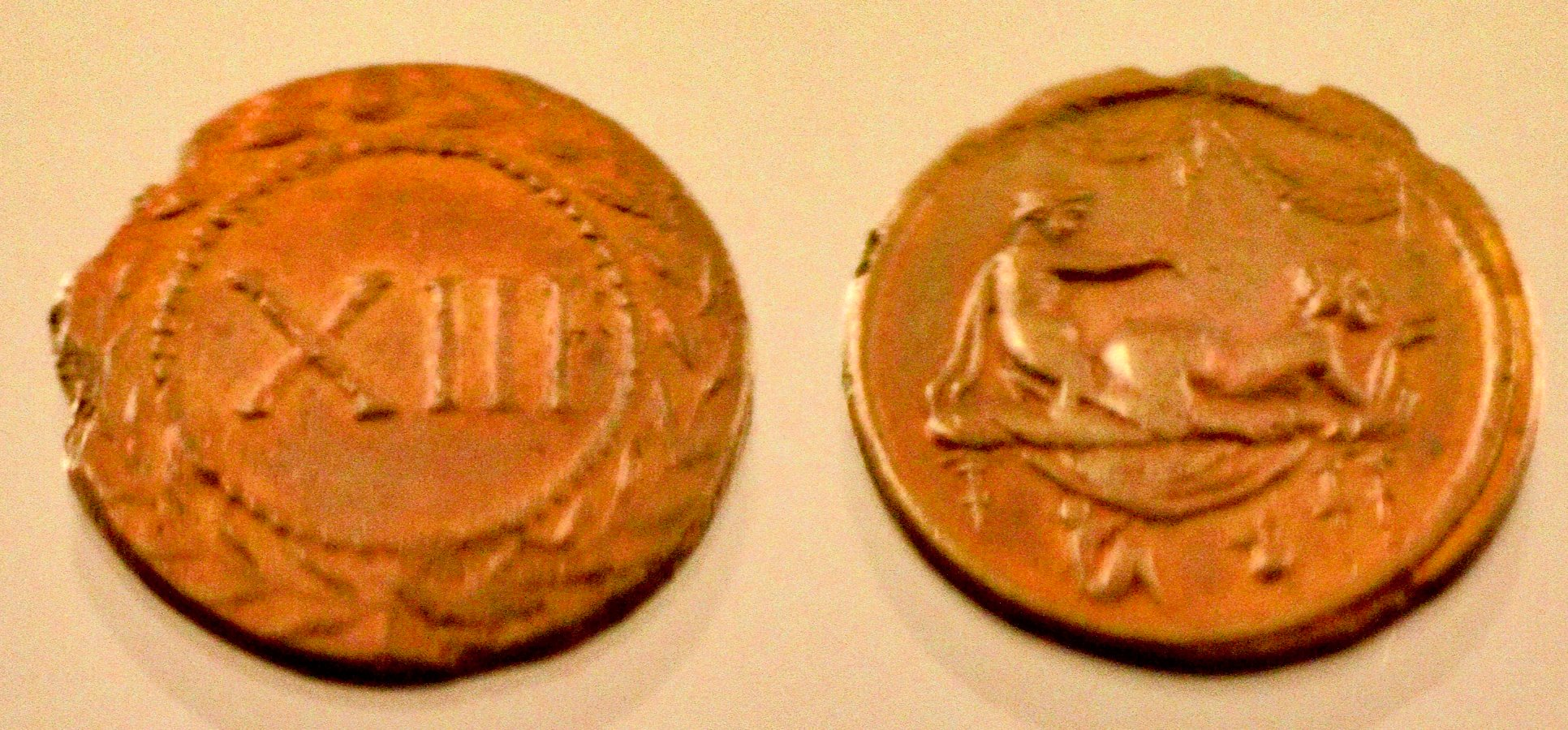
Спінтрії

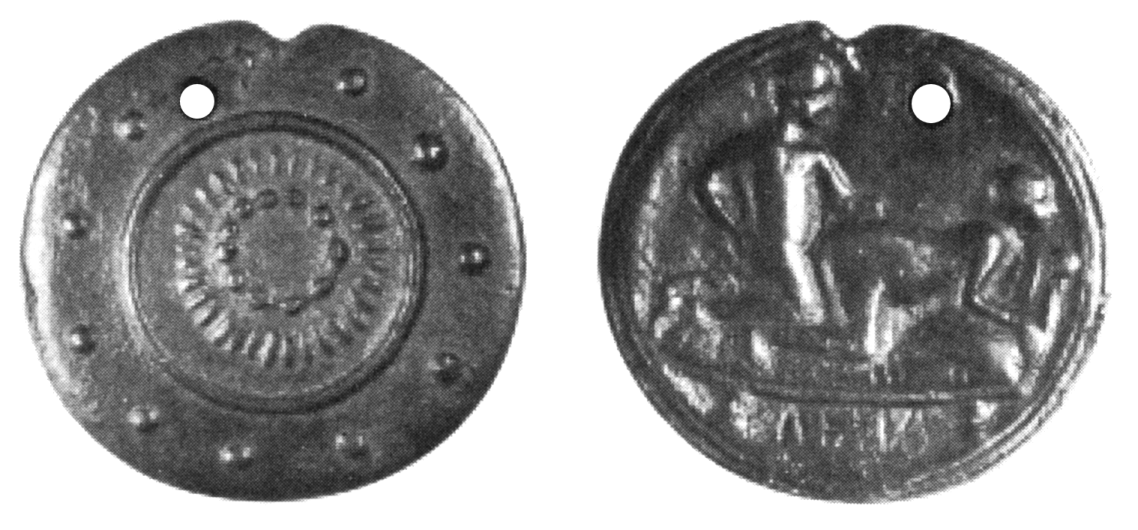
Спінтрії, 2ге століття

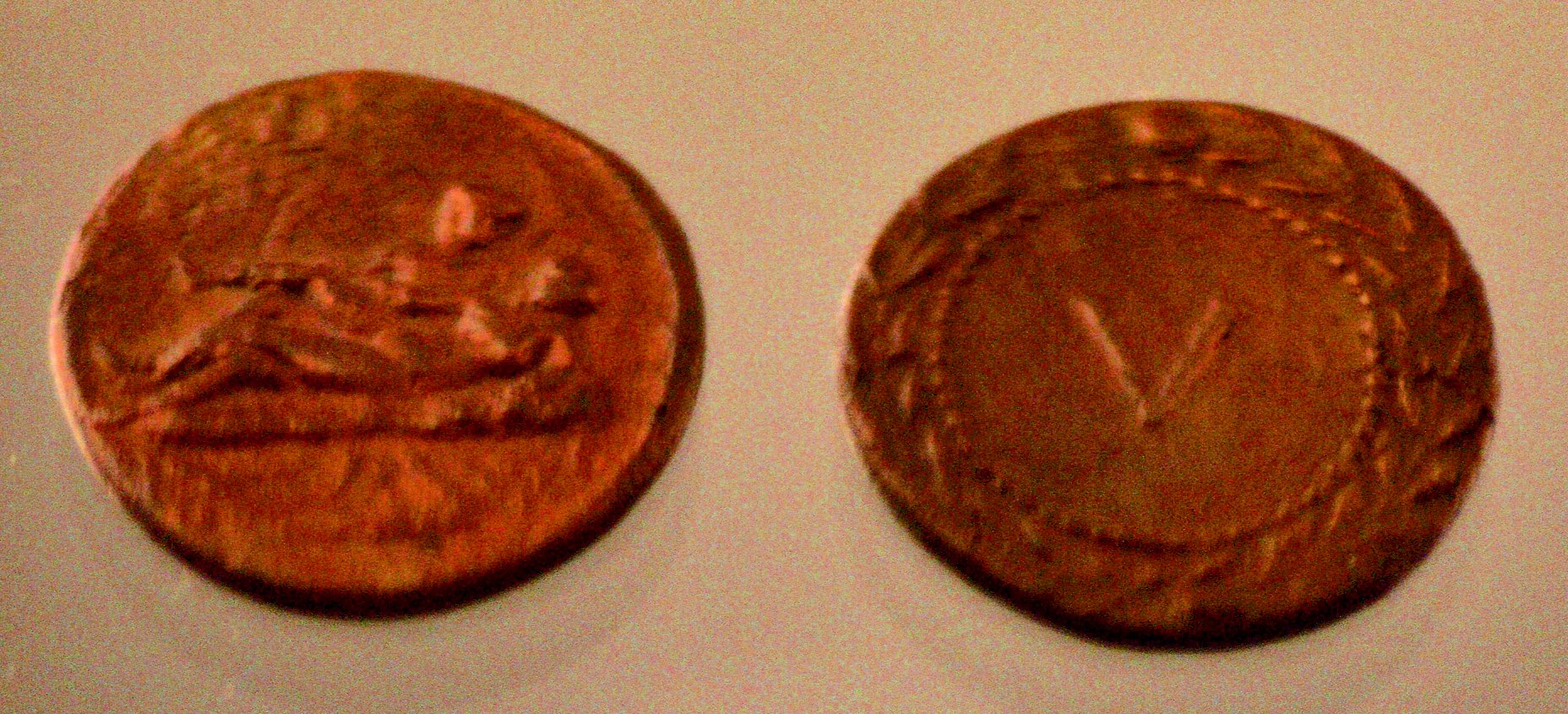

Серед істориків досі немає єдиної версії, чому в І сторіччі нашої ери раптом було накарбовано так багато цих бронзових жетонів — з римськими цифрами від 1 до кількадесяти з одного боку та зображеннями статевих актів з іншого.
Науковці з Варшавського університету зробили припущення, що спінтрії слугували перепусткою до лупанаріїв — будинків розпусти. Поляки провели наукове дослідження, опитавши сучасних повій, і виявили, що ціни за конкретні сексуальні послуги сьогодні корелюють із номіналом на спінтріях часів Античності. Тобто сцена, зображена на жетоні з цифрою XI, коштує більше за сцену на жетоні V і сьогодні.
Інші дослідники вважають, що слід відволіктися від еротичного контексту. І тоді виявиться, що основний сенс для громадян Римської імперії мав зворотний бік цих жетонів — той, котрий із цифрами.
Відповідним чином, спінтрії могли бути жетонами для роздягалень у лазнях або гральними фішками.